# Yvonne Attenelle
Yvonne Attenelle (Brussel·les, Bèlgica, 1901– Barcelona, 16 de gener de 1984) va ser una pianista i ballarina belga, professora de música, rítmica i dansa a Barcelona.

## Biografia
Formada a l'Institut Marthe Roggen, de Brussel·les, i essent professora del Conservatori d'aquella ciutat, va venir a Barcelona a meitat de la dècada dels anys vint acompanyant Manuel Giménez, violinista del Gran Teatre del Liceu, a qui havia conegut a Brussel·les i amb qui més endavant es casaria.
Després d'algunes ocupacions com a pianista, va impartir classes de rítmica Dalcroze a l'Orfeó Gracienc, on va dirigir la Secció de Danses rítmiques i de Plàstica  a partir de 1927, i més endavant a la seva pròpia escola, al carrer de Mallorca, número 330, de Barcelona, l'Academia de Gimnasia i Dansa on després hi hagué l'Escola de Música de Barcelona, dirigida pel seu fill. A la seva acadèmia, Carme Bravo, la dona de Frederic Mompou, col·laborava com a pianista acompanyant. Aplegà entorn seu un conjunt d'alumnes destacades com Teresina Boronat, Josefina Cirera, Emilia Garcia, Araceli Gasòliba, Antonia Tarrida, o Renée Bay.
Yvonne Atennelle era també la professora de música i dansa de la Residència Internacional de Senyoretes Estudiants de Barcelona, on va dirigir i preparar els festivals de final de curs als jardins de Pedralbes o al teatre Grec, o les Festes d'Art que s'hi van celebrar els anys 1934, 1935 i 1936. També impartiria classes extraescolars al Liceu Francès de Barcelona, amb l'arribada del franquisme, quan la seva activitat quedà forçosament restringida a la docència. Es pot dir que comencà amb la dansa rítmica modernista i acabà, passat el temps, en el ballet clàssic.
El seu fill és el concertista de piano Albert Giménez Attenelle (Barcelona, 1937) i el seu net, el pianista Albert Giménez.